# Groupe Omega
Le groupe Omega est une unité des forces spéciales qui fait partie de la Garde nationale ukrainienne. Initialement destiné aux missions de lutte contre le terrorisme et de garde du corps, le groupe a acquis une vaste expérience du combat en menant des embuscades, des raids et des missions de reconnaissance derrière les lignes ennemies à Kharkiv et Donetsk lors de l'invasion russe de l'Ukraine.

## Historique
En avril 2014, le ministre ukrainien de l'Intérieur, Arsen Avakov, a évoqué le déploiement de « forces spéciales Omega » en renfort à Marioupol lors d'une attaque séparatiste pro-russe. L'unité était initialement destinée à être utilisée pour des missions de lutte contre le terrorisme et de garde du corps.
Plusieurs vidéos ont été publiées en ligne de l'unité en action lors de l'invasion russe de l'Ukraine, notamment celle montrant une embuscade à l'infanterie russe et détruisant des véhicules russes à l'aide d'armes conventionnelles ainsi que de drones,.

## Membres
La plupart des membres du groupe Omega seraient d’anciens membres d’unités commandos ukrainiennes et, dans de rares cas, soviétiques. Ceux-ci sont capable de rester en position jusqu'à plusieurs jours sans bouger

## Sources et références
1. ↑  « Deadly clashes at Ukraine port base as leaders meet » [archive du 28 janvier 2023], BBC News, 17 avril 2014 (consulté le 23 avril 2023)
2. ↑  Golder, « Ukrainian 'Omega' Special Forces Take On Russian Troops In Occupied Donetsk » [archive du 1er février 2023], Zenger News, 8 août 2022 (consulté le 23 avril 2023)
3. ↑  « Ukrainian 'Omega' Special Forces Take On Russian Troops In Occupied Donetsk » [archive du 14 août 2022], The Florida Star, 8 août 2022 (consulté le 23 avril 2023)
4. ↑  Korshak, « Shadowy Ukrainian Special Forces Unit Releases Rare Kamikaze Drone Video » [archive du 22 avril 2023], Kyiv Post, 28 décembre 2022 (consulté le 23 avril 2023)
5. ↑  Guerre en Ukraine : ses snipers sont capables de rester camouflés des jours sans bouger… Que sait-on d’Omega, l’unité d’élite de l’armée ukrainienne ?